# Provesende
Provesende ist ein Ort und eine ehemalige Gemeinde im Norden Portugals.

## Geschichte
Funde deuten auf eine vorgeschichtliche Besiedlung. Der lusitanisch-römische Friedhof Cemitério Lusitano-Romano (an der Quinta da Relva gelegen) aus römischer Zeit wurde bis ins Mittelalter genutzt.
Der heutige Ort entstand vermutlich im Laufe der Neubesiedlungen während der mittelalterlichen Reconquista. Erstmals wurde er im 11. Jahrhundert unter dem Namen San Joanes erwähnt. 1128 wurde er in einer Schenkungsurkunde bereits als Provesende geführt.
1514 zählte der Ort 80 Einwohner. Im Jahr 1578 wurde er Sitz eines Kreises und erhielt einen Schandpfahl zum Zeichen seiner Gerichtsbarkeit. 1706 hatte der Ort 450 Einwohner, 1758 zählte er 750 Einwohner.
Im Zuge der Verwaltungsreformen nach der liberalen Revolution in Portugal wurde Provesende 1834 Sitz eines neuen Kreises, bis er 1853 aufgelöst wurde. Seither ist Provesende eine Gemeinde des Kreises Sabrosa.
In den 1950er Jahren setzte eine bis heute andauernde Abwanderung ein. So sank die Einwohnerzahl von 1079 im Jahr 1950 auf 310 im Jahr 2011.
Mit der Gemeindereform 2013 wurde die Gemeinde Provesende aufgelöst, seither ist sie Sitz der neuen Gesamtgemeinde Provesende, Gouvães do Douro e São Cristóvão do Douro.

## Verwaltung
Provesende war Sitz einer Gemeinde (Freguesia) im Kreis (Concelho) von Sabrosa im Distrikt Vila Real. Die Gemeinde hatte 310 Einwohner und eine Fläche von 9 km² (Stand 30. Juni 2011).
Die Gemeinde bestand aus der Ortschaft Provesende und den Landgütern (Quintas)
- Quinta da Cavadinha
- Quinta da Relva
- Quinta da Senhora da Fonte Santa
- Quinta da Terra Feita
- Quinta das Fontainhas
- Quinta das Netas
- Quinta de Pias
- Quinta de Santa Marinha
- Quinta de Santa Marinha de Baixo
- Quinta do Barroqueiro
- Quinta dos Espinheiros

Mit der Gebietsreform vom 29. September 2013 wurden die Gemeinden Provesende, Gouvães do Douro und São Cristóvão do Douro zur neuen Gemeinde União das Freguesias de Provesende, Gouvães do Douro e São Cristóvão do Douro zusammengeschlossen. Provesende ist Sitz dieser neu gebildeten Gemeinde.